# شمس الدين العرايشي
شمس الدين العرايشي (18 مايو 1981 في بلجيكا - ) هو لاعب كرة قدم بلجيكي في مركز الدفاع. شارك مع منتخب المغرب لكرة القدم. أما مع النوادي، فقد لعب مع غيور تورنا أوزتالي ونادي كورتريك ونادي موسكرون ونادي مونز وK.S.V. Roeselare ‏ ونادي سيراين.

## وصلات خارجية
- شمس الدين العرايشي على موقع قاعدة بيانات كرة القدم.إي يو (الإنجليزية)
- شمس الدين العرايشي على موقع ناشيونال فوتبول تيمز (الإنجليزية)
- شمس الدين العرايشي على موقع عالم كرة القدم.نت (الإنجليزية)